# Романістан

Прапор ромів, офіційний національний символ ромів, визнаний багатьма міжнародними організаціями

Романістан, Ромастан або Романестан — назва передбачуваної держави для ромів.

## СРСР
У 1925 році в СРСР циганськими активістами було піднято питання створення ромської автономії. Керівництво Всеросійського союзу циган неодноразово ставило питання створення циганського національного району, який повинен розвинутися до циганської автономної республіки. В рамках обговорення проєкту Конституції 1936 року піднімалося питання створення ромської національної радянської республіки. Ідея створення ромської територіальної автономії в ті роки отримала деяку підтримку кочуючих ромів. У 1936 році нарада Радою національностей ЦВК СРСР було прийнято рішення розпочати підготовчу роботу в напрямку створення циганської автономії. Було видано відповідну постанову Президії ВЦВК. Проводилися комплексне обстеження місць можливої національної освіти в Західно-Сибірському краї, а також ряд інших підготовчих робіт. Розглядалося кілька територій в регіонах Поволжя, Уралу і Сибіру. Організований в Куйбишевському краї Циганський колгосп «Неві бахт» («Нове щастя») передбачався як база для циганського району. Зміна курсу радянської національної політики в 1937 році і відмова від районування за національною ознакою скасували плани по створенню ромської автономії.

## 1930-ті
У 1934 році Юзеф Квік попросив Лігу Націй надати ромам території в південній Африці, на території сучасної Намібії. Михайло II запропонував створити таке утворення в Індії, яку він вважав «справжньою батьківщиною циганського роду». Михайло II також шукав місце для ромів в Африці, вважаючи Уганду особливо сприятливою для поселення. Януш Квік, у свою чергу, бачив можливість державотворчої діяльності ромів на території Ефіопії, завойованої військами фашистської Італії. Він також закликав надати ромам представництво в Лізі Націй. Були також проєкти розміщення пропонованої ромської держави в Європі, наприклад на Поліссі.

## 1950-ті
На початку 1950-х лідери ромів звернулися до ООН з проханням створити власну державу в Бір-Тавілі, але їхню петицію було відхилено. Створення такої держави також пропонували лідери Партії за повну емансипацію ромів Македонії (mac. Partija za Celosna Emancipacija na Romite od Makedonija, PCERM) у березні 1993 року.

## Росія
В умовах пострадянської Росії в рамках нових політичних реалій ідея циганської автономії отримала інший, не територіальний вимір: 1999 року була створена ҐОНҐО Федеральна національно-культурна автономія російських циган з метою збереження циганської культури та надання підтримки ромами в їхній інтеграції в російське суспільство. Освіта не дає ромам права на власну автономну територію, але закріплює за ними права малого народу.